# Wesley (Maine)
Wesley es un pueblo ubicado en el condado de Washington en el estado estadounidense de Maine. En el Censo de 2010 tenía una población de 98 habitantes y una densidad poblacional de 0,75 personas por km².

## Geografía
Wesley se encuentra ubicado en las coordenadas 44°54′53″N 67°38′14″O / 44.91472, -67.63722. Según la Oficina del Censo de los Estados Unidos, Wesley tiene una superficie total de 131.14 km², de la cual 129.19 km² corresponden a tierra firme y (1.49%) 1.96 km² es agua.

## Demografía
Según el censo de 2010, había 98 personas residiendo en Wesley. La densidad de población era de 0,75 hab./km². De los 98 habitantes, Wesley estaba compuesto por el 96.94% blancos, el 0% eran afroamericanos, el 0% eran amerindios, el 1.02% eran asiáticos, el 0% eran isleños del Pacífico, el 0% eran de otras razas y el 2.04% pertenecían a dos o más razas. Del total de la población el 0% eran hispanos o latinos de cualquier raza.